# Sartorio
Sartorio är en udde i Antarktis. Den ligger i Sydshetlandsöarna. Argentina, Chile och Storbritannien gör anspråk på området.
Terrängen inåt land är kuperad. Havet är nära Sartorio åt sydost. Trakten är glest befolkad. Närmaste befolkade plats är Maldonado Station, 13,0 kilometer norr om Sartorio. 